# Metoligotoma pugionifer
Metoligotoma pugionifer är en insektsart som beskrevs av Davis 1938. Metoligotoma pugionifer ingår i släktet Metoligotoma och familjen Australembiidae. Inga underarter finns listade i Catalogue of Life.